# Albert Rusnák (1974)
Albert Rusnák (* 14. ledna 1974 Prešov) je bývalý slovenský fotbalový záložník a fotbalový trenér.
Jeho synem je slovenský reprezentant Albert Rusnák (* 1994), který působil v mládežnické akademii Manchesteru City.
Jeho otcem byl československý reprezentant Albert Rusnák (1948–1989). V československé lize hrál také jeho strýc Vladimír Rusnák.

## Fotbalová kariéra
Hrál za Tatran Prešov (jehož je odchovancem), FC Petra Drnovice a 1. FC Košice. V československé, slovenské a české lize nastoupil ve 136 utkáních a dal 20 gólů.

## Trenérská kariéra
S trenéřinou začal už ve 26 letech kdy vedl tým Bardějovské Nové Vsi. Poté působil v Krásné nad Hornádom.
Následně trénoval mládež v Košicích. V roce 2010 byl půl roku skautem talentů v anglickém Manchesteru City (kde působil v akademii i jeho syn Albert) a od roku 2011 vedl dorost a pak A-tým MFK Zemplín Michalovce ve druhé slovenské lize.

## Ligová bilance
| Ročník                                   | Zápasy | Góly | Klub              |
| ---------------------------------------- | ------ | ---- | ----------------- |
| 1. československá fotbalová liga 1992/93 | 23     | 0    | Tatran Prešov     |
| Corgoň liga 1993/94                      | 14     | 6    | Tatran Prešov     |
| 1. česká fotbalová liga 1993/94          | 15     | 3    | FC Petra Drnovice |
| 1. česká fotbalová liga 1994/95          | 25     | 3    | FC Petra Drnovice |
| 1. česká fotbalová liga 1995/96          | 22     | 1    | FC Petra Drnovice |
| Corgoň liga 1996/97                      | 28     | 6    | 1. FC Košice      |
| Corgoň liga 1997/98                      | 9      | 1    | 1. FC Košice      |
| CELKEM                                   | 136    | 20   |                   |